# Kneževina Reuss starije linije
Kneževina Reuss starije linije (njemački:  Fürstentum Reuß älterer Linie)   ili Kneževina Reuss-Greiz (njemački: Fürstentum Reuss-Greiz), bila je država u Njemačkoj, kojom su vladali članovi dinastije Reuss. Grofovi Reuss od Greiza, Donjeg i Gornjeg Greiz (njemački: Reuss zu Greiz, Untergreiz und Obergreiz), bili su izdignuti na kneževski status godine 1778. Njegovi članovi ponijeli su titulu knez Reussa, starije linije ili knez Reuss od Greiza. Slično kao i kod brojnije   mlađe linije Reussa, muški članovi ove kuće su svi nosili ime "Heinrich", u čast Heinricha VI koji je podario obitelj, te su numerirani redom po rođenju, a ne po vladavini. Posljednja serija počinjala je s Heinrichom I.  sam (rođen 1693.), a završavala s HeinrichOM XXIV. (1878 – 1927).
Kneževina Reuss starije linije imala je površinu od 317 km ² i stanovništvo od 71.000 (1905.) Njegov glavni grad je bio Greiz.
U razdoblju nakon Prvog svjetskog rata, teritorij starije linije se spojio s mlađom linijom godine 1919 kao Republika Reuss, koja je bila uklopljena u novu državu Thüringen godine 1919. Starija linija Reuss izumrla sa smrću Heinricha XXIV. 1927. koji nije imao djece, nakon čega su posjedi prešli na mlađu liniju.

## Kneževi
- Heinrich XI (1778–1800)
- Heinrich XIII (1800–1817)
- Heinrich XIX (1817–1836)
- Heinrich XX (1836–1859)
- Heinrich XXII (1859–1902)
- Heinrich XXIV (1902–1918)